# Малій Іларіон Васильович
Іларіон Васильович Малій (1897 — 1942) — український радянський партійний діяч, відповідальний секретар Куп'янського і Проскурівського окружних комітетів КП(б)У, начальник Південної залізниці. Кандидат у члени ЦК КП(б)У в червні 1930 — січні 1934 р. і червні 1937 — червні 1938 р.

## Біографія
Народився в селянській родині.
Член РСДРП(б) з 1917 року.
Працював на відповідальній господарській роботі. У 1922—1923? роках — начальник Українського управління з палива.
У 1926 — грудні 1928 року — відповідальний секретар Куп'янського окружного комітету КП(б)У.
У жовтні 1929 — серпні 1930 року — відповідальний секретар Проскурівського окружного комітету КП(б)У.
З вересня 1930 року — відповідальний секретар Полтавського міського комітету КП(б)У.
Потім працював на залізниці. До 1937 року — начальник політичного відділу Південної залізниці.
У 1937—1938 роках — начальник Південної залізниці.
У 1938 році заарештований органами НВКС. У 1941 році звільнений із в'язниці німецькими військами.
У вересні 1942 року захворів на легеневу хворобу і помер.